# Zosterop d'Abissínia
El zosterop d'Abissínia (Zosterops abyssinicus) és un ocell de la família dels zosteròpids (Zosteropidae).

## Hàbitat i distribució
Habita sabanes de les terres baixes del nord-est del Sudan, Etiòpia (fora del sud-oest), Eritrea, Djibouti i el sud d'Aràbia, al Iemen i sud d'Oman.